# 金蔵院 (横浜市磯子区)
金蔵院（こんぞういん）は、神奈川県横浜市磯子区にある高野山真言宗の寺院。山号は海向山。本尊は薬師如来。

## 歴史
『新編武蔵風土記稿』によると、1328年（嘉暦3年）に理空上人が開いたとある。
開創の縁起によると北条泰時が京都・栂尾の明恵上人のもとに仏学を学びに行った際、安阿弥の作による薬師像をもらいうけた。鎌倉近郊で像を安置するのに適した場所として、岡村の南端と広地町・久木町の境に近い、禅馬川の畔に霊雲山竜錫寺を建立した。子宝に恵まれなかった泰時は明恵上人に相談すると、如意輪観音を念じるよう勧められた。泰時は安阿弥に依頼して観音仏を作り、竜錫寺とは別の場所（山田谷と呼ばれていた）に観音堂を建立した。1326年（嘉暦元年）、竜錫寺は全焼。本尊は難を逃れたものの、しばらくそのままになっていた。現在の金蔵院所在地には草庵があり、理空上人がいた。1328年、理空はこの地に海向山岩松寺を開き、薬師像を迎え入れて本尊とした。金蔵院では、理空上人を中興開山としている。1333年（元弘3年）、北条氏は滅亡。1576年（天正4年）に頼巌により再興されるまで金蔵院は荒廃した。江戸時代初期に本堂が再建されたと考えられているが、詳しい史料は残されていない。
『新編武蔵風土記稿』によると山王社、伊勢宮、御嶽社、大六天社、遮愚儞社の5社の別当を兼帯していたとあるが、明治初期の神仏分離により兼帯を解かれた。
山田谷の如意輪観音は、1903年（明治36年）9月16日に金蔵院に移された。本堂と観音堂は老朽化により建て替えられることになり、1941年（昭和16年）にまず観音堂が解体されたが、第二次世界大戦のため建て替えが中止となり、観音像や阿弥陀像、閻魔像は本堂に置かれた。1962年（昭和37年）に本堂の建替えに着手し、1964年に竣工した。山田谷の観音堂にあった欄間は新たな本堂に取り付けられた。古材は鎌倉の瑞泉寺に引き取られている。次いで1971年より観音堂の建替えの計画が持ち上がった。群馬県の妙義神社で不要になった護摩堂を譲り受けることになり、1972年春より解体・輸送され1973年4月より再建工事に着手。安永8年（1779年）の棟札が付いており、約200年経過していたため半分ほどは用をなさなかったが、本尊の厨子の柱や扉などはそのまま使われ、1974年9月に完成した。

## 仏像等
現在の本尊の薬師如来像は江戸時代に作られたもので、高さ69cm。脇侍の日光菩薩・月光菩薩、十二神将像が並んで祀られている。本堂にはこのほか弘法大師像、十一面観音像、阿弥陀如来像、閻魔像、不動明王像が安置されている。本堂の西側に隣接した観音堂には如意輪観音像と弁才天像が安置されている。横浜磯子七福神の札所であり、毎年元日から1月15日までは七福神巡りの朱印が用意される。

## 鮭塚とお花塚

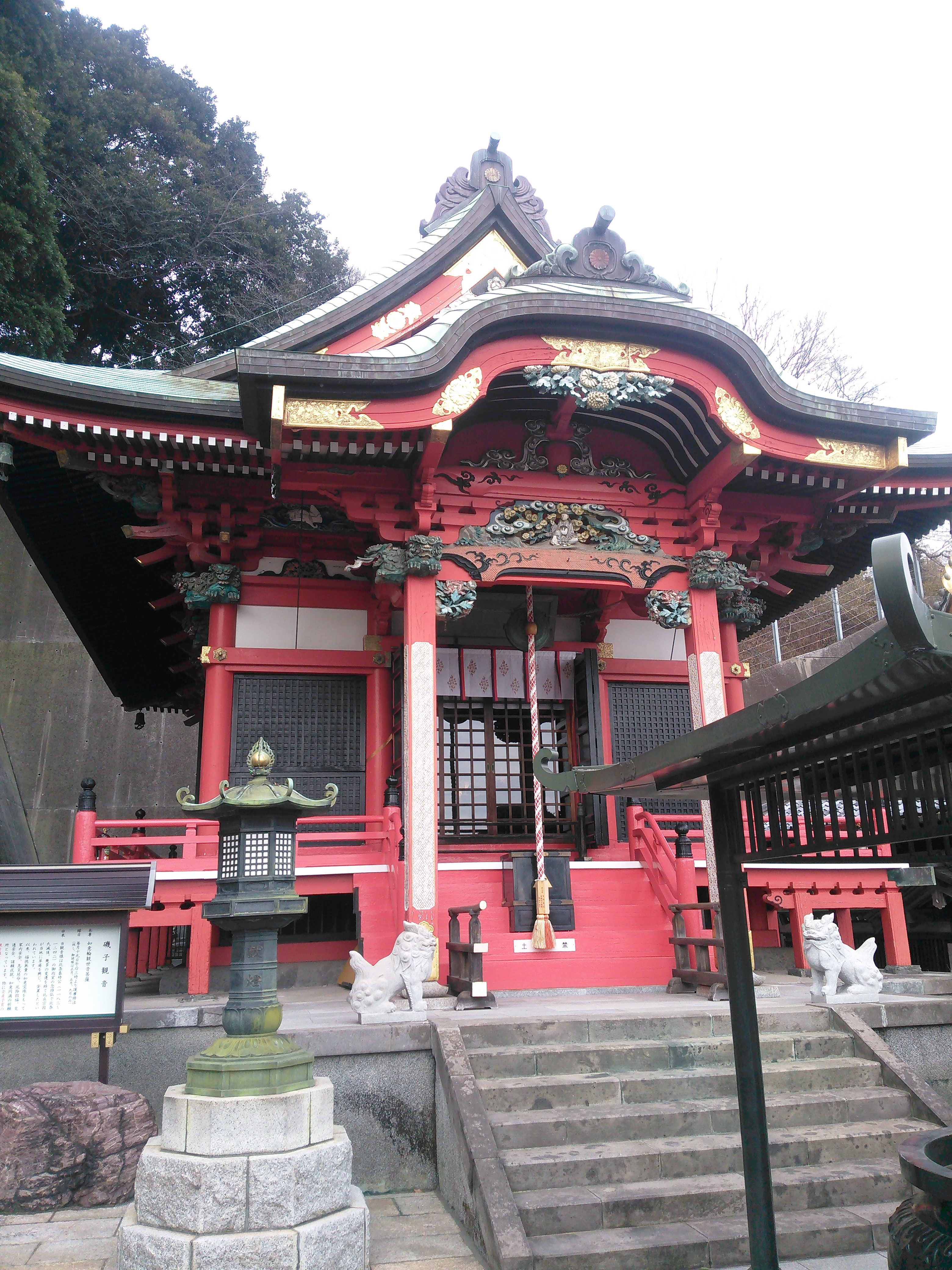
観音堂

観音堂前には「鮭塚」の碑が建てられている。これは魚介類全般を供養するために、1928年に戸塚区の妙法寺に建てられたもので、供養する人が途絶えたため、1978年に、金蔵院の檀家で横浜市中央卸売市場の役員により本院に移された。毎年11月11日（鮭の日）に、同市場水産部により供養が行われる。他に、華道団体による「お花塚」も建てられている

## 交通
- 神奈川中央交通バス 宮の下バス停より徒歩4分、または横浜市営バス・京浜急行バス　間坂バス停より徒歩5分[6]